# Dean Acheson
Dean Gooderham Acheson (Middletown, 11 aprile 1893 – Sandy Spring, 12 ottobre 1971) è stato un politico statunitense, Segretario di Stato degli Stati Uniti sotto la presidenza Truman dal 1949 al 1953. Fu anche il principale consigliere di politica estera di Truman dal 1945 al 1947, in particolare per quanto riguarda la Guerra Fredda. Acheson contribuì a progettare la Dottrina Truman e il Piano Marshall, nonché l'Organizzazione del Trattato del Nord Atlantico. Esercitò uno studio di diritto privato dal luglio 1947 al dicembre 1948. Dopo il 1949 Acheson subì un attacco politico da parte dei repubblicani guidati dal senatore Joseph McCarthy sulla politica di Truman nei confronti della Repubblica popolare cinese.
Come privato cittadino nel 1968 consigliò al presidente Lyndon B. Johnson di negoziare la pace con il Vietnam del Nord. Durante la crisi missilistica cubana del 1962, il presidente John Fitzgerald Kennedy chiese consiglio ad Acheson, inserendolo nel comitato esecutivo (ExComm), un gruppo consultivo strategico.

## Biografia
Dean Gooderham Acheson nacque a Middletown, nel Connecticut, l'11 aprile 1893. Suo padre, Edward Campion Acheson, era un canadese di origine inglese (immigrato in Canada nel 1881) che divenne sacerdote della Chiesa d'Inghilterra dopo essersi laureato al Wycliffe College. Si trasferì negli Stati Uniti, diventando infine vescovo del Connecticut. Sua madre, Eleanor Gertrude (Gooderham), era una discendente canadese di William Gooderham, Sr. (1790-1881), uno dei fondatori della Gooderham and Worts Distillery di Toronto. Come suo padre, Acheson era un convinto democratico e oppositore del proibizionismo.
Acheson frequentò la Groton School e lo Yale College (1912-1915). A Groton e Yale aveva la reputazione di festaiolo e burlone; era un po' distaccato ma comunque popolare tra i suoi compagni di classe. La nota arroganza di Acheson - disdegnava il curriculum di Yale perché si concentrava sulla memorizzazione di argomenti già conosciuti - fu presto evidente. Alla Harvard Law School dal 1915 al 1918 fu influenzato dall'intelletto del professor Felix Frankfurter.

## Carriera
Acheson incominciò la sua carriera di avvocato lavorando presso uno studio legale a Washington, Covington & Burling. Si occupò spesso di questioni legali internazionali, partecipò al New Deal come molti intellettuali della sua generazione prima che Franklin Delano Roosevelt lo nominasse sottosegretario al Tesoro nel marzo 1933. Quando il segretario William H. Woodin si ammalò, Acheson si ritrovò improvvisamente segretario ad interim nonostante la sua ignoranza in materia finanziaria. A causa della sua opposizione al piano di FDR di sgonfiare il dollaro controllando i prezzi dell'oro (creando così inflazione), fu costretto a dimettersi nel novembre 1933. Riprese la pratica legale.

### Seconda guerra mondiale
Favorevole alla guerra contro la Germania, nel 1941 entrò nel Dipartimento di Stato come segretario aggiunto per gli affari economici. Implementò gran parte della politica economica di Roosevelt volta ad aiutare la Gran Bretagna e a danneggiare le potenze dell'Asse, sviluppando la politica Lend-Lease che aiutò a riarmare la Gran Bretagna e impose l’embargo petrolifero americano/britannico/olandese che tagliò il 95% delle forniture petrolifere giapponesi e intensificò la crisi con il Giappone nel 1941. Roosevelt congelò tutto, non intendeva che il flusso di petrolio verso il Giappone cessasse. Il presidente lasciò quindi Washington per Terranova per incontrare Churchill. Mentre era via, Acheson usò i beni congelati per negare il petrolio al Giappone. Al suo ritorno, il presidente decise che sarebbe apparso debole e conciliante invertire l'embargo petrolifero di fatto attuato.
Nel 1944 Acheson partecipò alla Conferenza di Bretton Woods come capo delegato del Dipartimento di Stato. In questa conferenza fu progettata la struttura economica internazionale del dopoguerra. È stato il luogo di nascita del Fondo monetario internazionale, della Banca mondiale e dell'Accordo generale sulle tariffe doganali e sul commercio, l'ultimo dei quali si sarebbe evoluto nell'Organizzazione mondiale del commercio. Dal 1945 al 1947 fu sottosegretario agli Esteri; in tale ruolo formulò la prima proposta di controllo internazionale dell'energia atomica, e con una frase rimasta celebre accusò l'Unione Sovietica di ostacolare la ricerca internazionale della felicità.

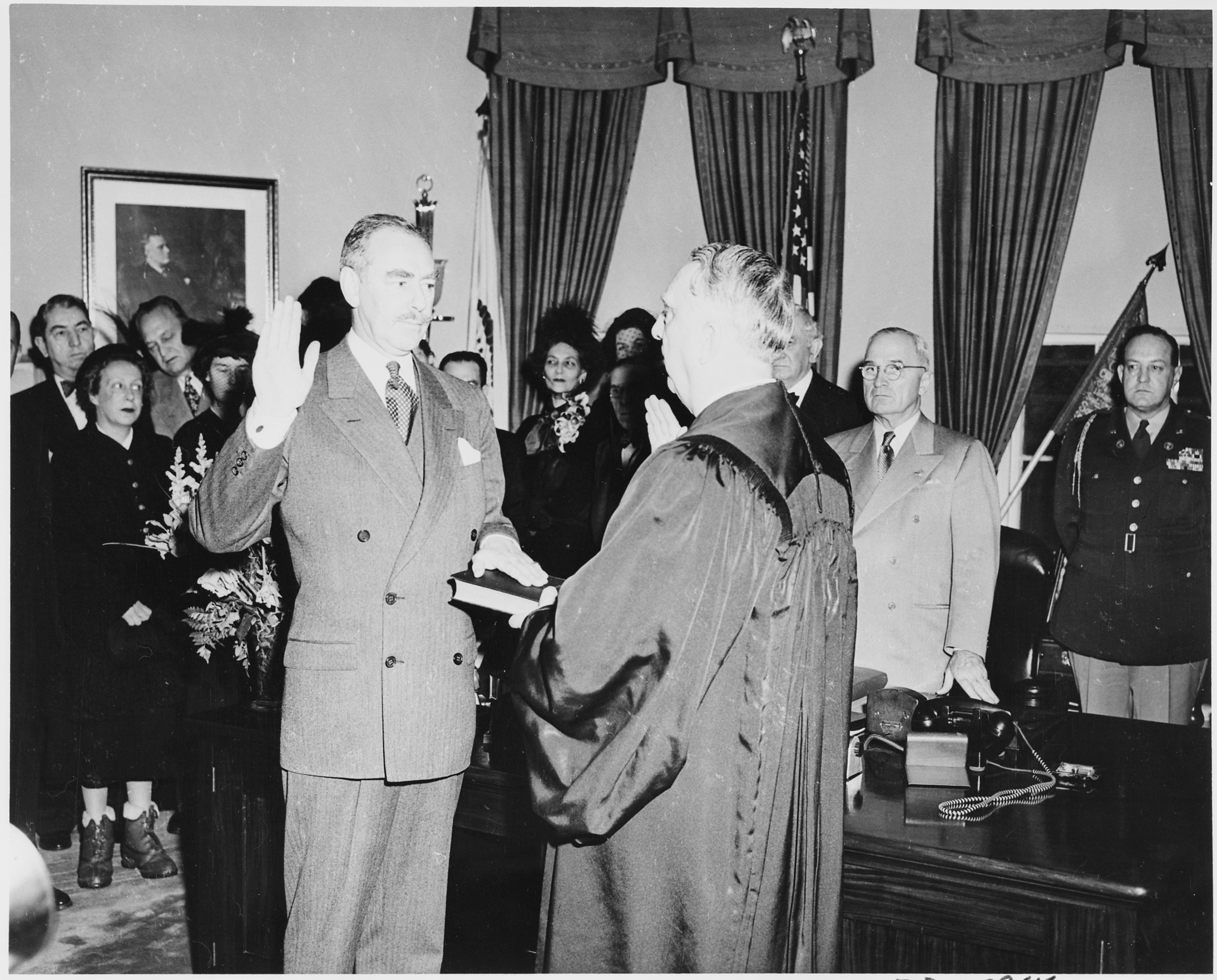
Acheson presta giuramento come Segretario di Stato davanti al Presidente della Corte Suprema Fred M. Vinson, (21 gennaio 1949)

La sua politica come segretario di Stato del presidente Harry S. Truman, dal 1949 al 1953, si sviluppò sul doppio binario dell'alleanza atlantica e del containment, cioè l'impegno di fermare dovunque nel mondo l'espansione del comunismo. Era un convinto assertore della pax americana. In questo periodo fu fra gli ideatori del Piano Marshall, della NATO e della Dottrina Truman.

### Diplomazia della Guerra Fredda
I tentativi dell'Unione Sovietica di egemonia regionale nell'Europa orientale, in Turchia e in Iran indussero Acheson ad essere più realista. Da quel momento in poi, scrive uno storico, "Acheson fu più che 'presente alla creazione' della Guerra Fredda; fu un architetto primario". Acheson spesso fungeva da segretario durante i frequenti viaggi all'estero, e durante questo periodo consolidò uno stretto rapporto con il presidente Truman. Acheson ideò la politica e scrisse nel 1947 la richiesta di Truman al Congresso per gli aiuti alla Grecia e alla Turchia, un discorso che sottolineava i pericoli del totalitarismo (ma non nominava l'Unione Sovietica) e segnava il cambiamento fondamentale nella politica estera americana che divenne nota come Dottrina Truman.
Il 30 giugno 1947, Acheson ricevette la medaglia al merito dal presidente Truman.
Durante l'estate del 1949, dopo l'inaspettata vittoria democratica alle elezioni del 1948 e con la vittoria comunista nella guerra civile cinese, i critici accusarono Acheson di quella che chiamarono la “perdita della Cina” e fecero, soprattutto dopo lo scoppio della guerra in Corea nel 1950, diversi anni di opposizione organizzata al mandato di Acheson. Lo attaccarono diversi anticomunisti per non aver assunto un ruolo più attivo nell'attaccare il comunismo all'estero e all'interno, piuttosto che per aver seguito la sua politica di contenimento dell'espansione comunista. La risposta di Acheson fu di chiedere al Dipartimento di Stato di produrre uno studio sulle recenti relazioni sino-americane. Il documento, noto ufficialmente come "Relazioni degli Stati Uniti con la Cina" con riferimento speciale al periodo 1944-1949 e che in seguito fu chiamato semplicemente Libro bianco cinese, tentava di respingere qualsiasi interpretazione errata della diplomazia cinese e americana l’una verso l’altra. Pubblicato durante il culmine della presa del potere di Mao Zedong, il documento di 1.054 pagine sosteneva che l’intervento americano in Cina era destinato al fallimento. Sebbene Acheson e Truman sperassero che lo studio avrebbe dissipato voci e congetture, i documenti aiutarono a convincere molti critici che l’amministrazione non era effettivamente riuscita a controllare la diffusione del comunismo in Cina.
Acheson ridicolizzò poi i suoi avversari e chiamò questo periodo nelle sue schiette memorie "L'attacco dei primitivi". Sia lui che il Segretario alla Difesa George Marshall furono attaccati da uomini come Joseph McCarthy; ìl membro del Congresso Richard Nixon, che in seguito come presidente avrebbe chiesto consiglio ad Acheson, ridicolizzò "l'Acheson's College of Cowardly Comunist Containment". Questa critica divenne molto forte dopo che Acheson si rifiutò di "voltare le spalle ad Alger Hiss" quando quest'ultimo fu accusato di essere una spia comunista e condannato per falsa testimonianza per aver negato di essere una spia.

### Guerra di Corea
In Europa, dopo aver tenuto a battesimo la NATO, Acheson sostenne caldamente i fautori del Mercato europeo comune (MEC). In Asia, fu contrario ad un intervento militare americano nella guerra fra i comunisti ed i nazionalisti cinesi nel continente, ma decisamente favorevole a quello in Corea, anche se in un primo tempo questa regione era stata esclusa dalle frontiere strategiche americane che lo stesso Acheson aveva tracciato.
Il discorso di Acheson del 12 gennaio 1950, davanti al National Press Club, non menzionò la penisola coreana e Formosa (Taiwan) come parte dell'importantissimo "perimetro di difesa" degli Stati Uniti, noto come Linea Acheson. Da quando la guerra in Corea scoppiò il 25 giugno, solo pochi mesi dopo, i critici, soprattutto in Corea del Sud, interpretarono le dichiarazioni di Acheson nel senso che il sostegno degli Stati Uniti al nuovo governo di Syngman Rhee in Corea del Sud sarebbe stato limitato e avrebbe invece fornito a Stalin e Kim Il Sung il “via libera” per ritenere che gli Stati Uniti non sarebbero intervenuti se loro avessero invaso il sud. Quando gli archivi sovietici furono aperti negli anni ’80, tuttavia, la ricerca scoprì che il discorso ebbe un impatto minimo o nullo sulla decisione comunista di guerra in Corea.

### Il ritorno alla vita legale
Si ritirò il 20 gennaio 1953, l'ultimo giorno dell'amministrazione Truman, ed entrò nel consiglio di amministrazione di Yale insieme al senatore Robert A. Taft, uno dei suoi critici più accaniti. Fu eletto membro dell'American Academy of Arts and Sciences nel 1955.
Acheson tornò al suo studio di diritto privato. Sebbene la sua carriera governativa ufficiale fosse finita, la sua influenza non lo fu. Fu ignorato dall'amministrazione Eisenhower, ma alla fine degli anni '50 guidò i gruppi politici democratici. Gran parte delle politiche di risposta flessibile del presidente John Fitzgerald Kennedy provenivano dai documenti elaborati dal gruppo di Acheson.
Gli studi legali di Acheson erano strategicamente posizionati a pochi isolati dalla Casa Bianca. Divenne consigliere non ufficiale delle amministrazioni Kennedy e Johnson. Durante la crisi missilistica cubana, ad esempio, fu inviato da Kennedy in Francia per informare il presidente francese Charles de Gaulle e ottenere il suo sostegno al blocco degli Stati Uniti. Acheson si oppose così fortemente alla decisione finale di limitarsi al blocco che si dimise dal comitato esecutivo.

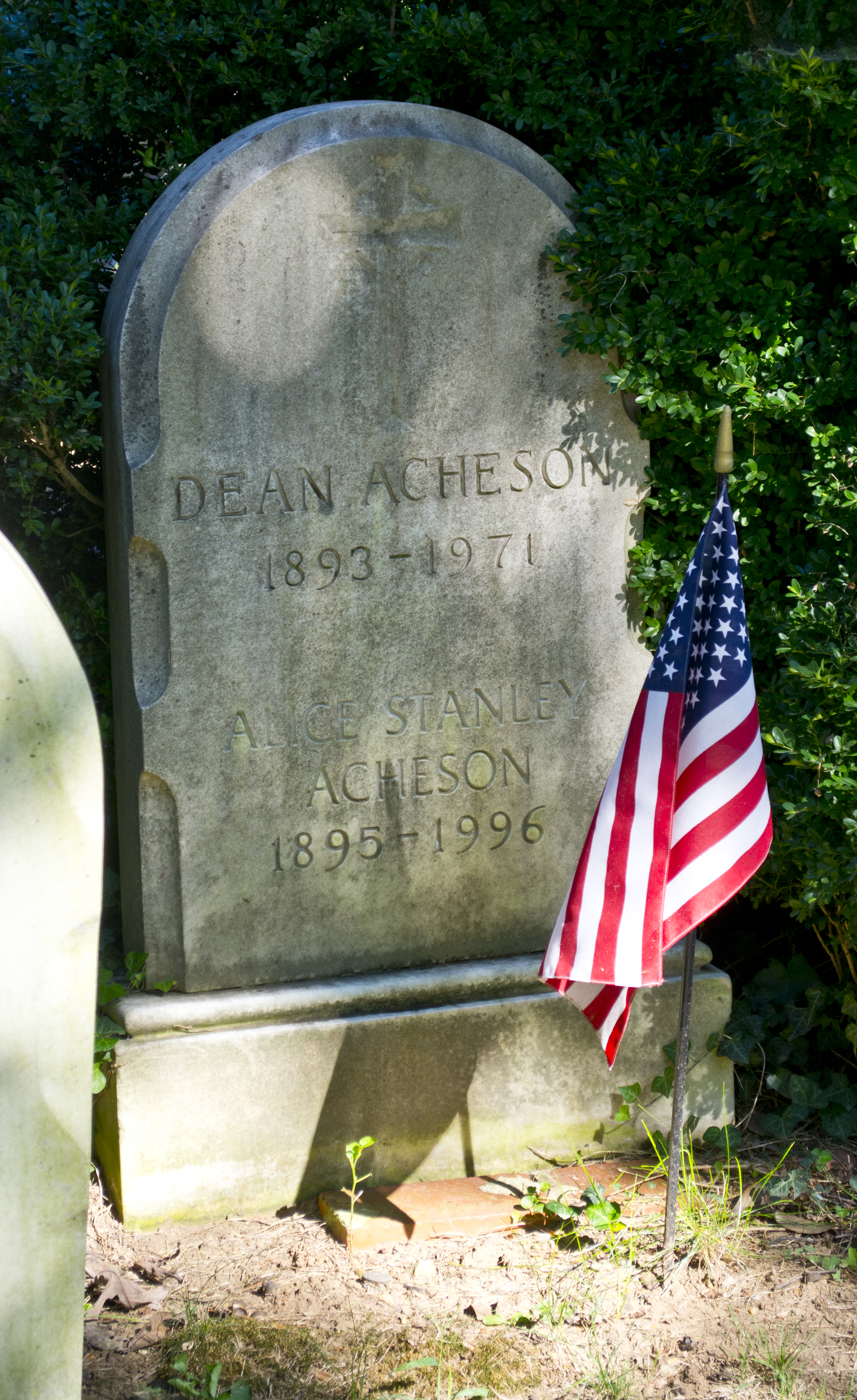
La tomba di Dean Acheson nel cimitero di Oak Hill

Durante gli anni '60, fu membro di spicco di un gruppo bipartisan di anziani dell'establishment noto come i Saggi, che inizialmente sostenne la guerra del Vietnam. In qualità di segretario di stato, Acheson aveva sostenuto gli sforzi francesi per controllare l'Indocina come prezzo necessario per il sostegno francese alla NATO e per contenere il comunismo. Nel 1968, tuttavia, il suo punto di vista cambiò. Il presidente Johnson chiese ad Acheson di rivalutare la politica militare americana e concluse che la vittoria militare era impossibile. Ha consigliato a Johnson di ritirarsi il più rapidamente possibile, per evitare una divisione sempre più profonda all'interno del Partito Democratico. Johnson seguì il consiglio di Acheson, in termini di allentamento della guerra, e di decidere di non candidarsi alla rielezione. Acheson diffidava di Hubert Humphrey e sostenne Richard Nixon come presidente nel 1968. Fornì consulenza all'amministrazione Nixon tramite Henry Kissinger, concentrandosi sulla NATO e sugli affari africani. Ruppe con Nixon nel 1970 con l'incursione in Cambogia.
Nel 1964 ricevette la Medaglia Presidenziale della Libertà, con Distinzione, dal Presidente degli Stati Uniti Lyndon B. Johnson. Nel 1970 vinse il Premio Pulitzer per la Storia per le sue memorie del suo mandato al Dipartimento di Stato, Present at the Creation: My Years in the State Department. La Modern Library ha posizionato il libro al numero 47 tra i 100 migliori libri di saggistica del 20º secolo.

### La morte
Alle 18:00 del 12 ottobre 1971, Acheson morì per un grave ictus, nella sua fattoria a Sandy Spring, nel Maryland, all'età di 78 anni. Il suo corpo fu trovato accasciato sulla scrivania nel suo studio. Acheson fu sepolto nel cimitero di Oak Hill a Georgetown, Washington.

## Vita privata
Il 15 maggio 1917, mentre prestava servizio nella Guardia Nazionale, Acheson sposò Alice Caroline Stanley (12 agosto 1895 - 20 gennaio 1996). Amava la pittura e la politica ed esercitò un'influenza stabilizzatrice durante il loro duraturo matrimonio. Ebbero tre figli: David C. Acheson (padre di Eleanor D. Acheson), Jane Acheson Brown e Mary Acheson Bundy (moglie di William Bundy).